# Tacarcunazanger
De tacarcunazanger (Basileuterus tacarcunae) is in 2012 afgesplitst van de driebandzanger (B. trifasciatus). Het is een zangvogel uit de familie Parulidae (Amerikaanse zangers). De vogel komt voor in het oosten van Panama en het noordwesten van Colombia.